# 松山フェニックス
松山フェニックス（まつやまフェニックス）は、愛媛県松山市に本拠地を置き、日本野球連盟に所属する社会人野球のクラブチームである。日本野球連盟に加盟している愛媛県唯一のチームである。

## 概要
1999年、NTTグループの再編に伴い、西日本エリアの野球部はすべてNTT西日本に一本化されることとなり、松山市を本拠地としていた愛媛県内唯一の企業チームであったNTT四国も廃部となった。
その後、「社会人野球の灯を消してはならない」と千原監督らを中心とした有志たちの尽力により、翌2000年2月にクラブチームとして創設された。選手たちはNTT四国の他に個別に集め、現在はNTTに勤務する者よりも他社に勤務する者の方が圧倒的に多い。
チーム運営は、松山市や地元企業の支援、後援会費で賄っている。潤沢ではないが、松山市長が顧問に名を連ね、練習場として坊っちゃんスタジアムを利用するなど、クラブチームとしては比較的恵まれた環境にある。
着実に力を付けていき、2014年には四国銀行とJR四国の2強を破り、初めて都市対抗野球大会の四国代表となった。出場が決まると、遠征費用をためるため、ナインは街頭に立って募金活動を行った。

## 設立・沿革
- 1999年 - NTT四国硬式野球部が廃部
- 2000年 - 有志により「松山フェニックス」を設立、日本野球連盟に所属
- 2001年 - 社会人野球日本選手権大会初出場（2回戦敗退）
- 2008年 - 全日本クラブ野球選手権大会初出場（2回戦敗退）
- 2014年 - 第85回都市対抗野球大会初出場（3回戦敗退）

## 主要大会の出場歴・最高成績
- 都市対抗野球大会 - 出場1回
- 日本選手権 - 出場1回
- 全日本クラブ野球選手権大会 - 出場7回、準優勝2回（2009、2014年）
- ナショナルクラブベースボールシリーズ - 出場1回、優勝1回（2006年）
- JABA中・四国クラブ野球選手権大会 - 優勝4回（2016、2017、2021、2022年）、準優勝1回（2020年）